# 萬明夫人
萬明夫人（574年—？）金氏，新羅第23代君主智证王的曾孙女，金立宗孙女，肅訖宗之女，金庾信的母亲。
金舒玄在路上見到萬明，非常高兴用眼神传达爱意，二人不待媒媒妁就结合了。金舒玄爲萬弩郡太守，將與她同行。肅訖宗才知到女儿與金舒玄野合，把她囚禁到別第，派人守卫。忽然雷震屋門，守卫人驚亂，萬明從洞中出来，遂和金舒玄赴萬弩郡。金舒玄在庚辰之夜，夢熒惑、鎭星降在自己这里,。萬明也在辛丑之夜，夢見童子衣金甲，乘着雲进入堂中，不久怀孕。二十月后595年（真平王十七年、建福十二年、隋文帝開皇十五年）生金庾信。金舒玄对萬明夫人说庚辰夜夢，禮不以日月爲名，庚與庾字相似，辰與信聲相近，古賢人有庾信，所以给他取名金庾信。

## 家族
- 父亲：肅訖宗
- 母亲：萬呼夫人
  - 丈夫：金舒玄（564年-?）
    - 长子：金庾信（595年-673年）
    - 次子：金欽纯（599年-?）
    - 女儿：永昌夫人
    - 女儿：文明王后
    - 女儿：金政姬

## 相关影视
- 《三国记》（KBS、1992年-1993年、嚴侑信）
- 《渊盖苏文》（SBS、2006年）
- 《善德女王》（MBC、2009年、林藝真）
- 《大王之梦》（KBS、2012年-2013年，金藝玲、金馨美）